# Tacuzcalco

Representación del glifo, en escritura mexica, proveniente de la lámina que representa la batalla de Tacuzcalco en el manuscrito de Glasgow.

Tacuzcalco también conocido como Tacuscalco fue un antiguo poblado nahua pipil, su topónimo proviene de las palabras náhuat tacoch 'jabalina, flecha o lanza', cal 'casa' y co 'lugar' por lo que se puede traducir como 'Casa de las jabalinas.' Se encuentra ubicado en el distrito de Nahulingo (municipio de Sonsonate Centro), a 1.5 kilómetros sur de la cabecera departamental de Sonsonate.

## Historia

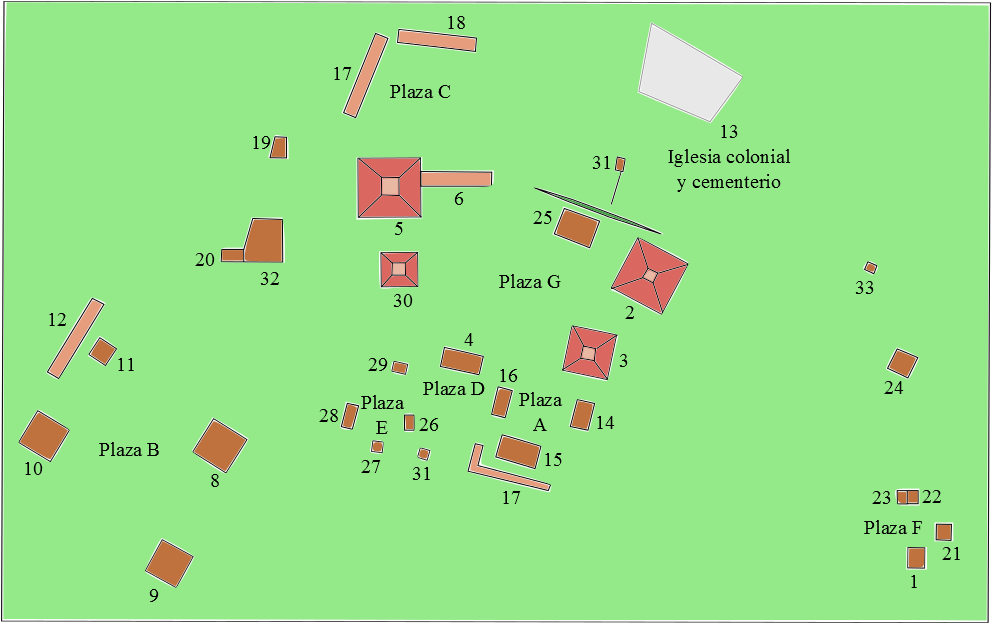
Estructuras de Tacuzcalco

Se trató de un núcleo nahua pipil perteneciente a la casta militar. Prosperó en el periodo posclásico (900-1524 e. c.). El 13 de junio de 1524, este sitio fue escenario de la segunda gran batalla de resistencia que los pobladores del lugar, y de comarcas aledañas (Nahulingo, Caluco, Juayúa, Izalco, Nahuizalco), enfrentaron contra los invasores españoles liderados por Pedro de Alvarado quienes tuvieron apoyo de unos cinco o seis mil “indios auxiliares”. Pedro de Alvarado, quien no participó por encontrarse herido en la batalla de Acajutla, describe en su segunda Carta de relación a Hernán Cortés (1524), que "se hizo gran matanza y castigo", en el documento de su Proceso de residencia en 1529 describe que los pobladores "… determinaron armarse y morir en el campo y así lo hicieron que murieron todos los más de los dichos indios".
De acuerdo a excavaciones realizadas en 2007, se calcula que en Tacuzcalco existen unas cuarenta estructuras; entre ellas, montículos de más de cinco metros; además de cerámica de unos mil años a. C.
Para el periodo de la colonia (1524–1821 e. c.) Tacuscalco formó parte de la Alcaldía Mayor de Sonsonate. Se convirtió en un importante área de producción de cacao, junto con los actuales pueblos de Tecpan Izalco (Izalco), Caluco Izalco (Caluco) y Nahulingo, según lo establece Diego García de Palacio en su carta de relación del 8 de marzo de 1576. Esta zona se ha encontrado habitada sin interrupciones desde el periodo posclásico hasta la fecha.

## Destrucción
A finales de agosto de 2017, la Dirección Nacional de Patrimonio Cultural y Natural de la Secretaría de Cultura de la Presidencia recibió una denuncia por daños al patrimonio arqueológico de parte de la constructora Inversiones e Inmobiliaria Fénix S. A. de C.V., la cual desarrolla el proyecto “Urbanización Las Victorias” que comercialmente se presentó como Residencial Acrópolis, en un área adyacente al sitio arqueológico Tacuscalco.
Aunque los vestigios prehispánicos del sitio están plenamente identificados, los límites culturales de la zona arqueológica no fueron respetados por la empresa Fénix, que sin permisos inició la construcción de una residencial a orillas del desvío que de Sonsonate conduce a Acajutla, en las cercanías de la terminal de buses de la ciudad.
En el lugar se hizo un estudio técnico a cargo de dos consultores independientes. Se excavaron 120 pozos dentro del terreno de la urbanización y se estableció que el pozo 50 era uno de los parámetros que indicaban la actividad prehispánica en la zona, y es a partir de este punto que se delimitó el área de Influencia, en la que no se podía seguir construyendo, algo que la constructora no acató.